# Skania
Skania är namnet på en utdöd livsform som levde under prekambrium. Livsformen har stora likheter med tidiga leddjur som till exempel trilobiter.